# Вулгарни латински језик
Вулгарни латински (лат. Latina vulgata), или колоквијални латински, је скуп дијалеката старог латинског из којих су се развили посебни језици којима су, након распада Римског царства, говорили „обични“ људи на просторим данашње Италије, Португалије, Румуније, Француске и Шпаније.

### Преводи у латинске језике
- Banniard, Michel (1997). Du latin aux langues romanes. Paris: Nathan.
- Bonfante, Giuliano (1999). The origin of the Romance languages: Stages in the development of Latin. Heidelberg: Carl Winter.
- Ledgeway, Adam (2012). From Latin to Romance: Morphosyntactic Typology and Change. Oxford: Oxford University Press.
- Ledgeway, Adam; Maiden, Martin, ур. (2016). The Oxford Guide to the Romance Languages. Part 1: The Making of the Romance Languages. Oxford, England: Oxford University Press.
- Maiden, Martin; Smith, John Charles; Ledgeway, Adam, ур. (2013). The Cambridge History of the Romance Languages. Volume II: Contexts. Cambridge, England: Cambridge University Press. (esp. parts 1 & 2, Latin and the Making of the Romance Languages; The Transition from Latin to the Romance Languages)
- Wright, Roger (1982). Late Latin and Early Romance in Spain and Carolingian France. Liverpool: Francis Cairns.
- Wright, Roger, ур. (1991). Latin and the Romance Languages in the Early Middle ages. London/New York: Routledge.
- Ayres-Bennett, Wendy (1995). A History of the French Language through Texts. London/New York: Routledge.
- Kibler, William W. (1984). An Introduction to Old French. New York: Modern Language Association of America.
- Lodge, R. Anthony (1993). French: From Dialect to Standard. London/New York: Routledge.
- Pope, Mildred K. (1934). From Latin to Modern French with Especial Consideration of Anglo-Norman Phonology and Morphology. Manchester: Manchester University Press. ISBN 9780719001765.
- Price, Glanville (1998). The French language: present and past (Revised изд.). London, England: Grant and Cutler.
- Maiden, Martin (1996). A Linguistic History of Italian. New York: Longman.
- Vincent, Nigel (2006). „Languages in contact in Medieval Italy”.  Ур.: Lepschy, Anna Laura. Rethinking Languages in Contact: The Case of Italian. Oxford and New York: LEGENDA (Routledge). стр. 12—27.
- Lloyd, Paul M. (1987). From Latin to Spanish. Philadelphia: American Philosophical Society. ISBN 978-0-87169-173-6.
- Penny, Ralph (2002). A History of the Spanish Language. Cambridge, England: Cambridge University Press.
- Pharies, David A. (2007). A Brief History of the Spanish Language. Chicago, IL: University of Chicago Press.
- Pountain, Christopher J. (2000). A History of the Spanish Language Through Texts. London, England: Routledge.
- Castro, Ivo (2004). Introdução à História do Português. Lisbon: Edições Colibri.
- Emiliano, António (2003). Latim e Romance na segunda metade do século XI. Lisbon: Fundação Gulbenkian.
- Williams, Edwin B. (1968). From Latin to Portuguese: Historical Phonology and Morphology of the Portuguese Language. Philadelphia: University of Pennsylvania Press.
- Paden, William D. (1998). An Introduction to Old Occitan. New York: Modern Language Association of America. ISBN 978-0-87352-293-9.
- Blasco Ferrer, Eduardo (1984). Storia linguistica della Sardegna. Tübingen: Max Niemeyer Verlag. ISBN 9783484522022.
- Adams, James Noel. 1976. The Text and Language of a Vulgar Latin Chronicle (Anonymus Valesianus II). London: University of London, Institute of Classical Studies.
- --. 1977. The Vulgar Latin of the letters of Claudius Terentianus. Manchester, UK: Manchester University Press.
- --. 2013. Social Variation and the Latin Language. Cambridge: Cambridge University Press.
- Burghini, Julia; Uría, Javier (2015). „Some neglected evidence on Vulgar Latin 'glide suppression': Consentius, 27.17.20 N.”. Glotta; Zeitschrift für Griechische und Lateinische Sprache. 91: 15—26. JSTOR 24368205. doi:10.13109/glot.2015.91e.1.15.
- Herman, József, and Roger Wright. 2000. Vulgar Latin. University Park: Pennsylvania State University Press.
- Jensen, Frede. 1972. From Vulgar Latin to Old Provençal. Chapel Hill: University of North Carolina Press.
- Lakoff, Robin Tolmach (2006). „Vulgar Latin: Comparative Castration (and Comparative Theories of Syntax)”. Style. 40 (1–2): 56—61. ISSN 0039-4238. JSTOR 10.5325/style.40.1-2.56.
- Rohlfs, Gerhard. 1970. From Vulgar Latin to Old French: An Introduction to the Study of the Old French Language. Detroit: Wayne State University Press.
- Weiss, Michael. 2009. Outline of the historical and comparative grammar of Latin. Ann Arbor, MI: Beechstave.
- Zovic, V (2015). „Vulgar Latin in Inscriptions from the Roman Province of Dalmatia.”. Vjesnik Za Arheologiju I Povijest Dalmatinsku. 108: 157—222..